# Маккартни, Джон (футболист, 1866)
Уи́льям Джон Макка́ртни (англ. William John McCartney), более известный как Джон Маккартни (1866 — 18 января 1933) — шотландский футболист и футбольный тренер.

## Карьера игрока
Уроженец Глазго, Джон Маккартни начал карьеру в шотландском клубе «Картвейл». Затем играл за «Тисл». В сезоне 1886/87 выступал за «Рейнджерс», после чего перешёл в «Каулейрз», где играл с 1887 по 1894 год.
В августе 1894 года перешёл в английский «Ньютон Хит». Дебютировал за клуб 8 сентября 1894 года в матче против «Бертон Уондерерс». Провёл в клубе один сезон, сыграв в 20 матчах и забив 1 гол. В апреле 1895 года перешёл в «Лутон Таун». Помог «Лутону» выйти в Футбольную лигу. Сыграл в первом в истории клуба матче в Футбольной лиге 4 сентября 1897 года (против «Лестер Фосс»). В 1898 году перешёл в «Барснли». Всего сыграл за клуб 63 матча и забил 3 гола в лиге. В апреле 1901 года завершил карьеру игрока, став тренером-секретарём «Барнсли».

## Тренерская карьера
Был тренером-секретарём «Барнсли» с 1901 по 1904 год. В середине 1904 года возглавил шотландский клуб «Сент-Миррен». В 1908 году вывел «Сент-Миррен» в финал Кубка Шотландии, где его команда проиграла «Селтику».
В 1910 году был назначен главным тренером «Харт оф Мидлотиан», в котором проработал до октября 1919 года. Работал в клубе с рядом талантливых молодых футболистов, некоторые из которых погибли или были ранены в боях Первой мировой войны.
В мае 1920 года был назначен главным тренером английского клуба «Портсмут». Вывел клуб из Третьего южного в Первый дивизион, но в мае 1927 года (после того, как «помпи» завоевали право выйти в Первый дивизион) подал в отставку из-за проблем со здоровьем и не смог руководить командой в высшем дивизионе. В сентябре 1927 года вернулся в «Лутон Таун», где проработал тренером ещё два года, после чего окончательно завершил тренерскую карьеру из-за проблем со здоровьем. 

## После завершения карьеры
Джон Маккартни был автором двух буклетов, в которых рассказывается о шотландских футболистах в Первой мировой войне, а также об игроках «Харт оф Мидлотиан», погибших на войне.
Умер в Эдинбурге в возрасте 66 лет.